# 웹 표준
웹 표준은 월드 와이드 웹의 측면을 서술하고 정의하는 공식 표준이나 다른 기술 규격을 가리키는 일반적인 용어이다. 최근에 이 용어는 웹 사이트를 작성하는 데 중요도가 높아지고 있으며 웹 디자인, 개발과 관계가 있다.
수많은 상호 의존성이 있는 표준들과 규격들 가운데 일부는 단지 월드 와이드 웹으로만 끝나는 것이 아니라, 인터넷의 관리 측면이기도 하다. 이러한 표준들은 직간접적으로 웹 사이트, 웹 서비스 개발과 관리에 영향을 주고 있다. 이러한 것들 모두 "웹 표준"이라고 부르지만 웹 표준으로 이동하는 것을 찬성하는 사람들은 사용성과 접근성에 직접 영향을 미치는 더 높은 수준의 표준에 초점을 두는 경향이 있다. 더 넓은 뜻의 웹 표준은 다음을 이룬다:
- W3C (World Wide Web Consortium)[1]
- 국제 인터넷 표준화 기구 (IETF)가 출판한 인터넷 표준 (STD) 문서
- 국제 인터넷 표준화 기구 (IETF)가 출판한 RFC (Request for Comments) 문서[2]
- 국제 표준화 기구(ISO)가 출판한 표준들[3]
- Ecma 인터내셔널 (이전 이름은 ECMA)이 출판한 표준들[4]
- 유니코드 컨소시엄이 출판한 유니코드 표준과 다양한 유니코드 기술 보고서 (UTR)[5]
- 인터넷 할당 번호 기관 (IANA)이 운영하는 이름과 번호 레지스트리[6]

## 일반적인 이용
웹 사이트나 웹 페이지가 웹 표준을 준수한다는 것은 일반적으로 올바른 HTML, CSS, 자바스크립트를 사이트나 페이지가 가지고 있다는 것을 뜻한다. HTML은 접근성과 시맨틱 HTML의 가이드라인을 충족해야 한다.
웹 표준을 논할 때 일반적으로 다음의 것들이 중요성이 있는 것으로 보인다:
- HTML, XHTML, SVG, XForms와 같은 마크업 언어의 W3C 권고
- 스타일시트, 특히 CSS의 W3C 권고
- 흔히 자바스크립트나 ECMA스크립트로 불리는 Ecma 인터내셔널 표준
- 문서 객체 모델의 W3C 권고

웹 접근성은 일반적으로 W3C의 Web Accessibility Initiative가 출판한 웹 콘텐츠 접근성 가이드라인에 기반을 두고 있다.

## 같이 보기
- 대한민국의 웹 호환성 문제
- 마이크로포맷
- 웹 표준 프로젝트
- 제프리 젤드먼